# ニュース845かごしま
『ニュース845かごしま』（ニュースはちよんごかごしま）は、NHK鹿児島放送局で毎週月曜 - 金曜 20:45 - 21:00に放送されていた『NHKニュース』のローカルニュース番組である。鹿児島県内の1日のニュース・話題などを伝える。
2021年3月29日からタイトルロゴが『情報WAVE845かごしま』に変更され、4月21日から番組表上でも同タイトルに変更されたため前日の4月20日で本番組は終了となった。

## キャスター
- 鹿児島放送局のアナウンサーが交替で担当。

## 主なコーナー
- メインニュース数本 - ニュースの内容は『情報WAVEかごしま』のそれとほぼ同一。
- リポート - 『情報WAVEかごしま』のリポートや特集をそのまま使用する日が多い。
- 季節の映像 - 『情報WAVEかごしま』で放送されたものと同様のものを使用する。
- 気象情報 - 警報・注意報・海上警報・あすの予報・桜島の風向き。

## タイトルCG
- 地上デジタル放送では開始当初、アナログ放送時代のものを使いまわしたためオープニングのCGの両端が切れていたが、2007年4月にデジタル放送対応のものに改められた。なお、CGは2011年6月10日まで『首都圏ニュース845』で使われていたものと同じ（地域名部分を除いたもので、後から「かごしま」の文字が左下からスライドするようにして出る）ものを2017年3月31日まで使用した。
- 2017年4月3日以降はNHK鹿児島独自のオープニングCGに変更され、2021年3月26日まで(『情報WAVEかごしま845』に変わるまで)使われていた。